# Отто Ланге
Отто Ланге (нім. Otto Lange; 29 жовтня 1879, Дрезден — 19 грудня 1944, Дрезден) — німецький живописець-експресіоніст та графік.

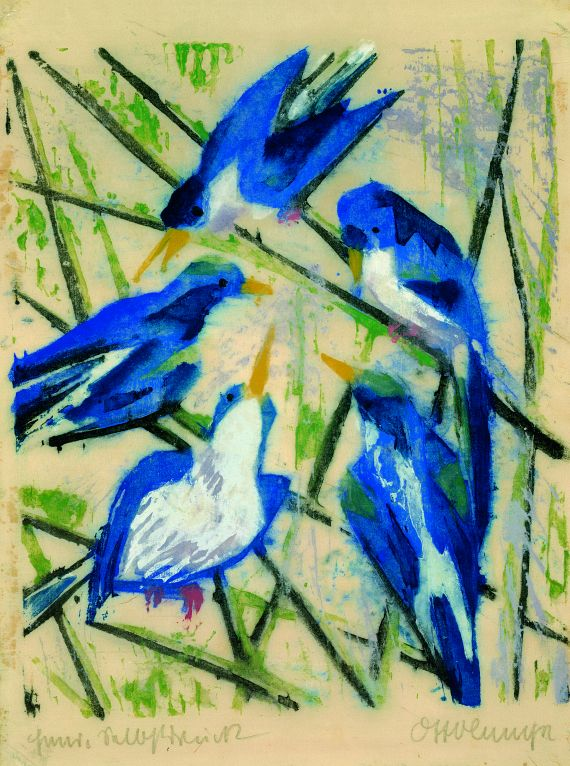
Сині птахи, 1916 рік. Кольорова деревина.

Після навчання на посаді художника-декоратора він став учнем у Віденському Університеті Прикладних Мистецтв у Дрездені, а потім навчався в Академії мистецтв Отто Гусманна. З 1919 року він жив у Дрездені, де, поряд з Отто Дікс, Отто Шубертом і Лазаром Сегалла, він став одним із засновників Дрезденської групи, недовге співробітництво із німецьким експресіонізмом. Роботи цього нового покоління розчарованих художників зробили набагато більший акцент на політичній та соціальній реформації через пацифістичні засоби, а не на прийнятті нігілістичної соціальної критики та цинізму своїх попередників. З 1921 року він був членом Вченої ради Саксонії, а в 1925 році був призначений професором Державної художньої школи текстильної промисловості Плауна Карла Гануша. У 1926 році він намалював лютеранську церкву в Еллефельді, Фогтланд.
Ланге був заарештований націонал-соціалістами у 1933 році і втратив професорську посаду. Потім працював художником-фрілансером у Дрездені. У 1938 році дві його картини були показані на Мюнхенській виродженій виставці мистецтв.
Ланге випустив обширний друкований графічний твір; його сюжети варіювали від релігійних уявлень до натюрмортів до книжкових ілюстрацій. Його лісоматеріали відрізнялися від інших експресіоністів, оскільки Ланге в основному використовував продуману техніку кольорового друку. Більшу частину часу він не друкував свою роботу пресом або використовував брайєр, а замість цього робив ручні потирання після того, як друкував друкарський блок безпосередньо пензлем.

## Галерея

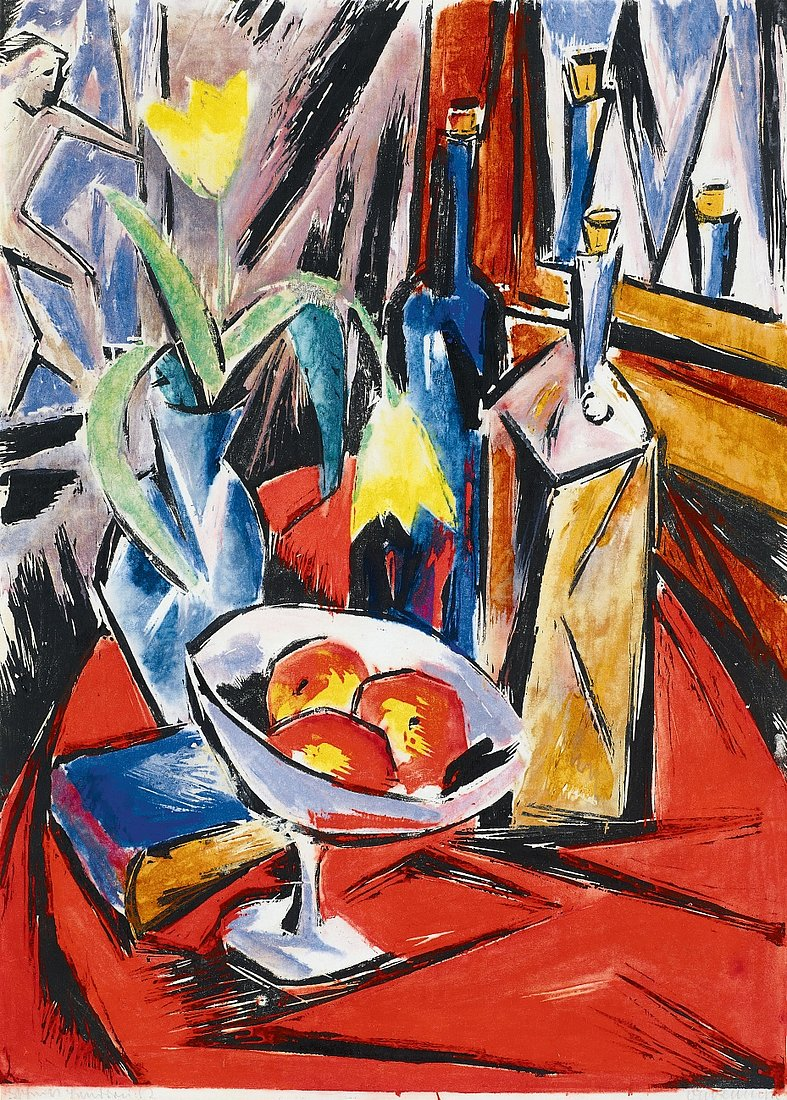
Натюрморт з червоною стелею, 1916 р. Кольорова деревина
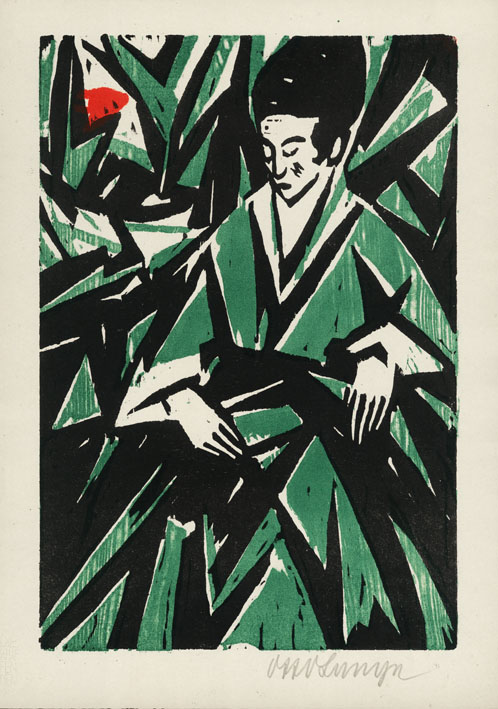
Леді в зеленому, 1918 р. Кольорова деревина
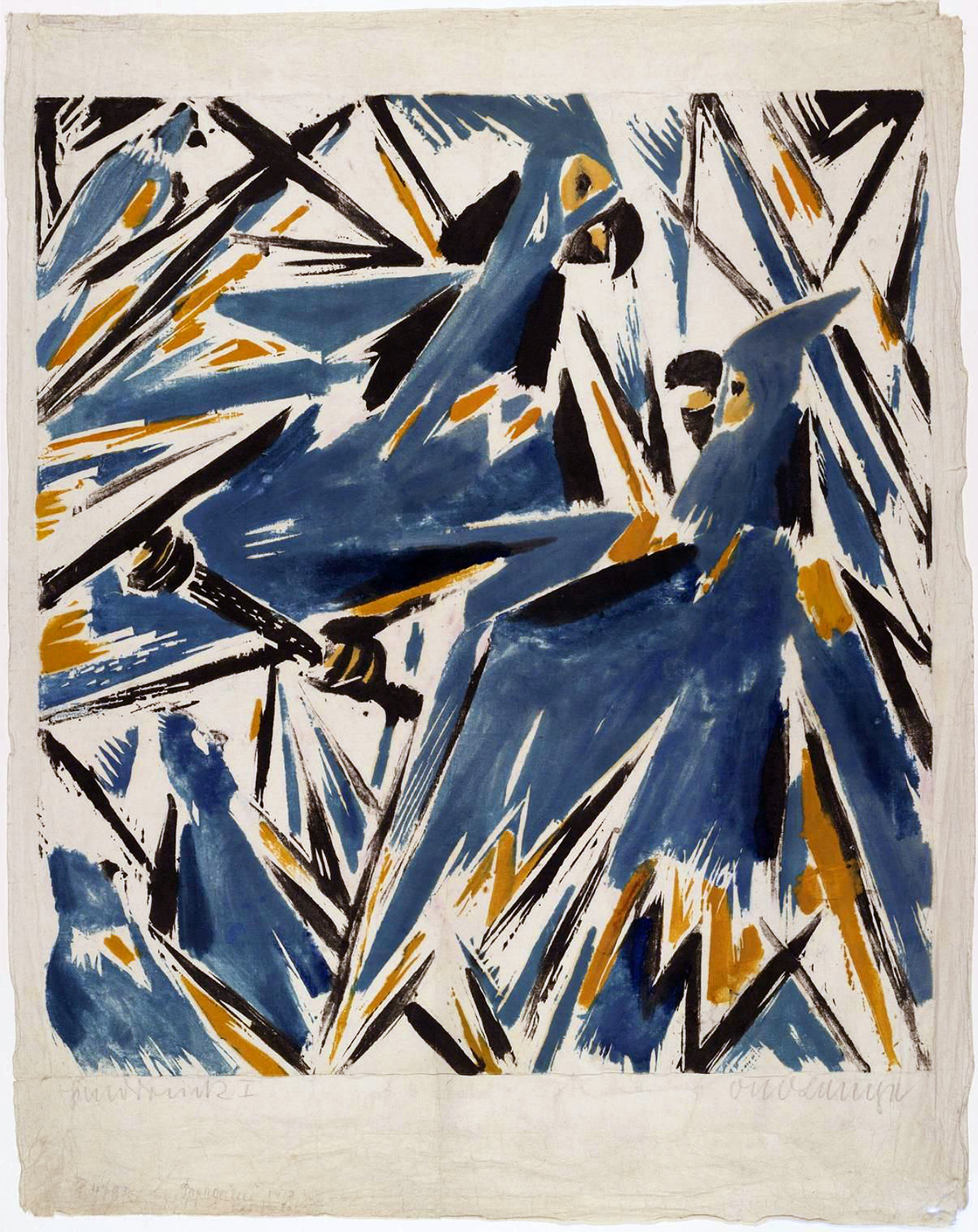
Папуги, 1917 рік
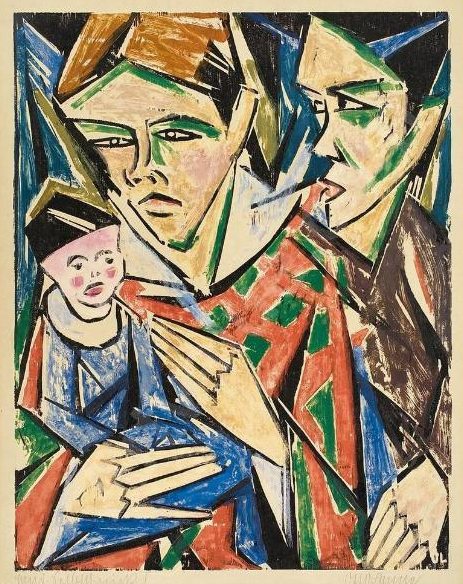
Дівчина з лялькою, 1917 рік